# Abweisung mangels Masse
Die Abweisung mangels Masse ist ein Rechtsbegriff aus dem Insolvenzverfahren (§ 26 InsO).
Ein Insolvenzverfahren kann durch das Insolvenzgericht abgelehnt werden, wenn das verfügbare Vermögen des Schuldners voraussichtlich nicht ausreicht, um die Kosten des Insolvenzverfahrens zu begleichen. Die Abweisung bedeutet, dass es nicht zu einem Insolvenzverfahren kommt. Kann das Geld zum Beispiel durch einen Vorschuss aufgebracht werden, kommt es nicht zur Abweisung. Verfahrenskosten sind die Kosten, die beim Gericht sowie für den Insolvenzverwalter und den Gläubigerausschuss entstehen. Die am Sitz der Gesellschaft zuständige Staatsanwaltschaft erhält bei „Abweisung mangels Masse“ automatisch Mitteilung und wird prüfen, ob gegen Vorschriften des GmbHG verstoßen worden ist (Insolvenzverschleppung, Bankrott usw.).
Ob ein Verfahren mangels Masse nicht eröffnet wird, wird im Rahmen eines Gutachtens festgestellt. Ein solches Gutachten wird von einem durch das Gericht eingesetzten vorläufigen Insolvenzverwalter erstellt. Da es sehr häufig – bedingt durch eine verspätete Antragstellung des Schuldners – dazu kommt, dass keinerlei Mittel für die Durchführung eines Verfahrens mehr vorhanden sind, hat die Insolvenzanfechtung eine essentielle Bedeutung bei der Ermittlung möglicherweise erzielbarer Mittel. Im Rahmen des Gutachtens wird der vorläufige Verwalter eine Überprüfung auf das Vorliegen von Anfechtungstatbeständen durchführen und die damit voraussichtlich erzielbaren Einnahmen im Bericht aufführen. Die Berufsverbände gehen davon aus, dass bei Einschränkung der Anfechtungsmöglichkeiten eine Verringerung der Eröffnungsquote um bis zu 30 % eintritt. Beispielhaft zu nennen ist hier das sog. Fiskusprivileg.
Bei Insolvenzverfahren über das Vermögen natürlicher Personen als antragstellende Schuldner wird durch die Stundung der Verfahrenskosten in der Regel auch mittellosen Betroffenen die Eröffnung eines Insolvenzverfahrens und somit die Restschuldbefreiung ermöglicht (§ 4a bis § 4d InsO).